# Drosophila colmenares
Drosophila colmenares är en tvåvingeart som beskrevs av Hunter 1988. Drosophila colmenares ingår i släktet Drosophila och familjen daggflugor.
Artens utbredningsområde är Colombia.